# Джалал-ад-Дин Мухаммад-шах

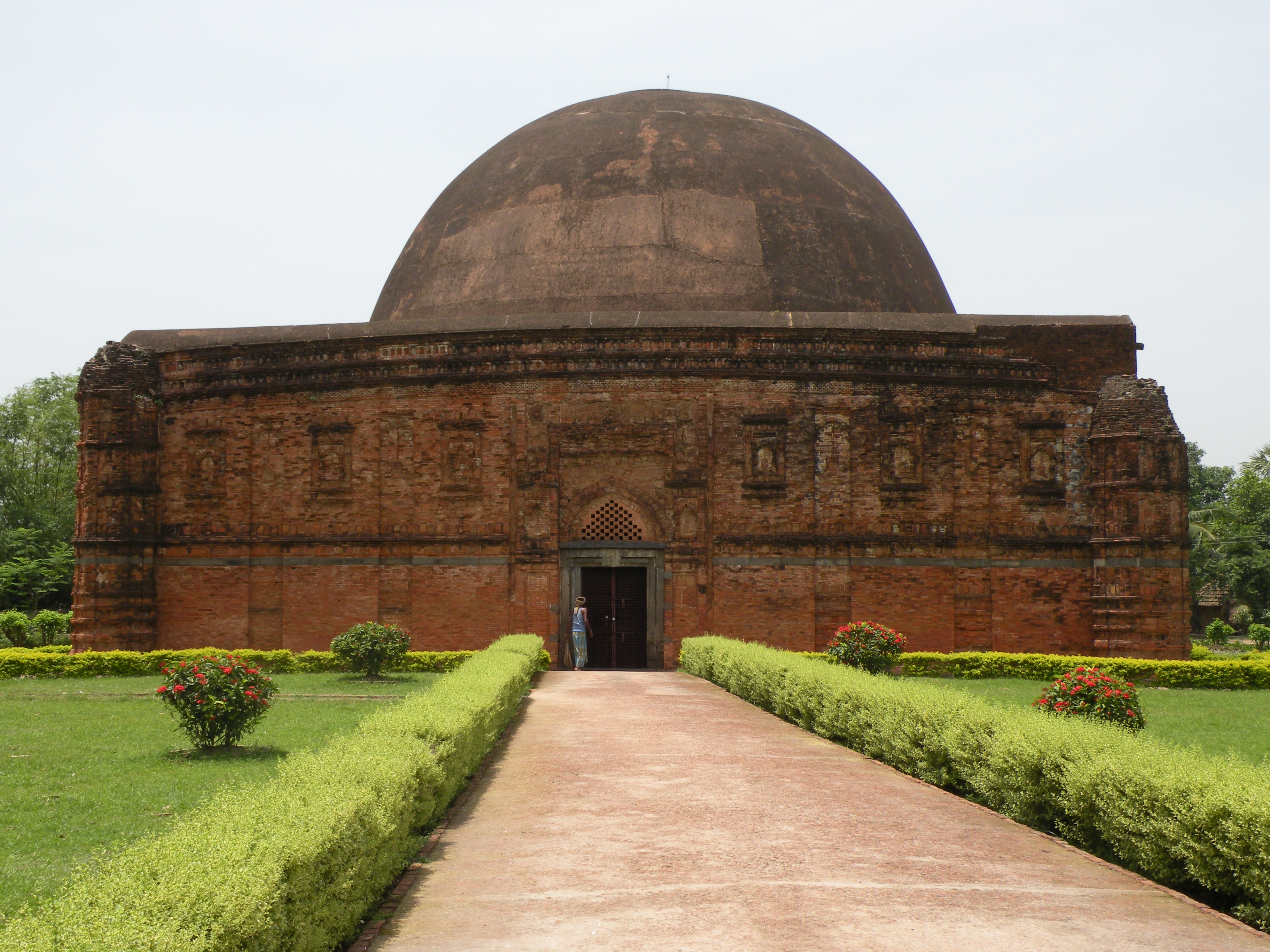
Мавзолей Эклахи в Гауре, Западная Бенгалия, в котором находится гробница Джалал-ад-Дина Мухаммад-шаха с женой и сыном

Джалал-ад-Дин Мухаммад-шах, Джалал-ад-Дин Абул Музаффар Мухаммад-шах, при рождении — Джаду (бенг. জালালউদ্দীন মুহম্মদ শাহ) — султан Бенгалии из династии Ганеши (1415—1416, 1418—1433). С рождения индуист, сын Раджи Ганеши, основателя династии Ганеши, который захватил престол Бенгалии после переворота, в результате которого он сверг династию Ильяс-шахов. Он принял ислам и правил Бенгальским султанатом в 1415—1416, 1418—1433 годах. Будучи мусульманским правителем, он подчинил Аракан бенгальскому сюзеренитету и укрепил внутренние административные центры султаната. Он поддерживал отношения с Империей Тимуридов, Мамлюкским Египтом и Минским Китаем. В его правление государство богатело, а численность населения росла. Он также объединил бенгальскую и исламскую архитектуру.

## Первый этап (1415—1416)
Согласно Горону и Гоенке, Раджа Ганеша захватил контроль над Бенгалией вскоре после смерти султана Баязид-шаха (1412—1414). Столкнувшись с неизбежной угрозой вторжения по распоряжению влиятельного мусульманского святого человека по имени Кутб Аль-Алам, он обратился к святому с просьбой отменить свою угрозу. Святой согласился на том условии, что сын Раджи Ганеши Джаду обратится в ислам и будет править вместо него. Раджа Ганеша согласился, и Джаду начал править Бенгалией как Джалал-ад-Дин в 1415 году. Нур Кутб умер в 1416 году, и Раджа Ганеша отстранил сына от власти и сам вступил на престол как Дануджамарддана Дева. Джалал-ад-Дин был вновь обращён в индуизм. После смерти отца в 1418 году он принял ислам и во второй раз начал править султанатом.

## Второй этап (1418—1433)
Джалал-ад-Дин поддерживал мирное правление во время своего второго срока. Его власть простиралась до Моаззамабада (современный Сунамгандж) в Восточной Бенгалии и современного Читтагонга В Юго-Восточной Бенгалии. Он также завоевал Фатхабад (современный Фаридпур) и Южную Бенгалию. Во время его правления Фирузабад Пандуа стал многолюдным и процветающим городом. В «Мин Ши» записано, что китайский исследователь Чжэн Хэ дважды посетил этот город в 1421—1422 и 1431—1433 годах. Позднее он перенёс столицу из Пандуа в Гаур. Город Гаур начал заново заселяться во время его правления. Сам султан Джалал-ад-Дин построил в нём ряд зданий и караван-сараев.

## Отношения с индусами
Есть противоречивые сообщения о политике Джалал-ад-Дина в отношении индуистов. Джалал-ад-Дин сыграл важную роль в обращении бенгальских индусов в ислам. Доктор Джеймс Уайз писал в журнале Азиатского общества Бенгалии (1894), что единственное условие, которое он предлагал, — это либо коран, либо смерть. Многие индусы бежали в Камруп и джунгли Ассама, но тем не менее вполне возможно, что за эти семнадцать лет (1414—1431 гг.) к исламу присоединилось больше мусульман, чем за последующие триста лет. Он поддерживал хорошие отношения с немусульманами в своём султанате. Согласно интерпретации санскритской шлоки Д. С. Бхаттачарьи, Джалал-ад-Дин назначил Раджьядхара, индуса, командующим своей армией . Он получил поддержку мусульманских учёных — улемов и шейхов. Он восстановил и отремонтировал мечети и другие религиозные сооружения, разрушенные Раджой Ганешей.
Его замечание подтверждается свидетельствами Смритиратнахары и Падачандрики. Согласно Падачандрике, комментарию к Амаракоше на санскрите, Брихаспати Мишра, брамин из Кулинграма (современный округ Бардхаман), был повышен султаном Джалал-ад-Дином до должности Сарвабхаумапандита (придворного учёного). Вишвасрай, сын Брихаспати Мишры, также был назначен султаном министром. О покровительствовал санкритской культуре, публично демонстрируя признательность этим учёным классической брахманистской науки. Многие браминскиее поэты были почитаемы Джалал-ад-Дином.
Но согласно хронике XIX века, написанной Фрэнсисом Бьюкенен-Гамильтоном, Джалал-ад-Дин Мухаммад-шах заставил многих индусов обратиться в ислам, в результате чего многие индусы бежали в Камруп.

## Отношения с иностранными правителями

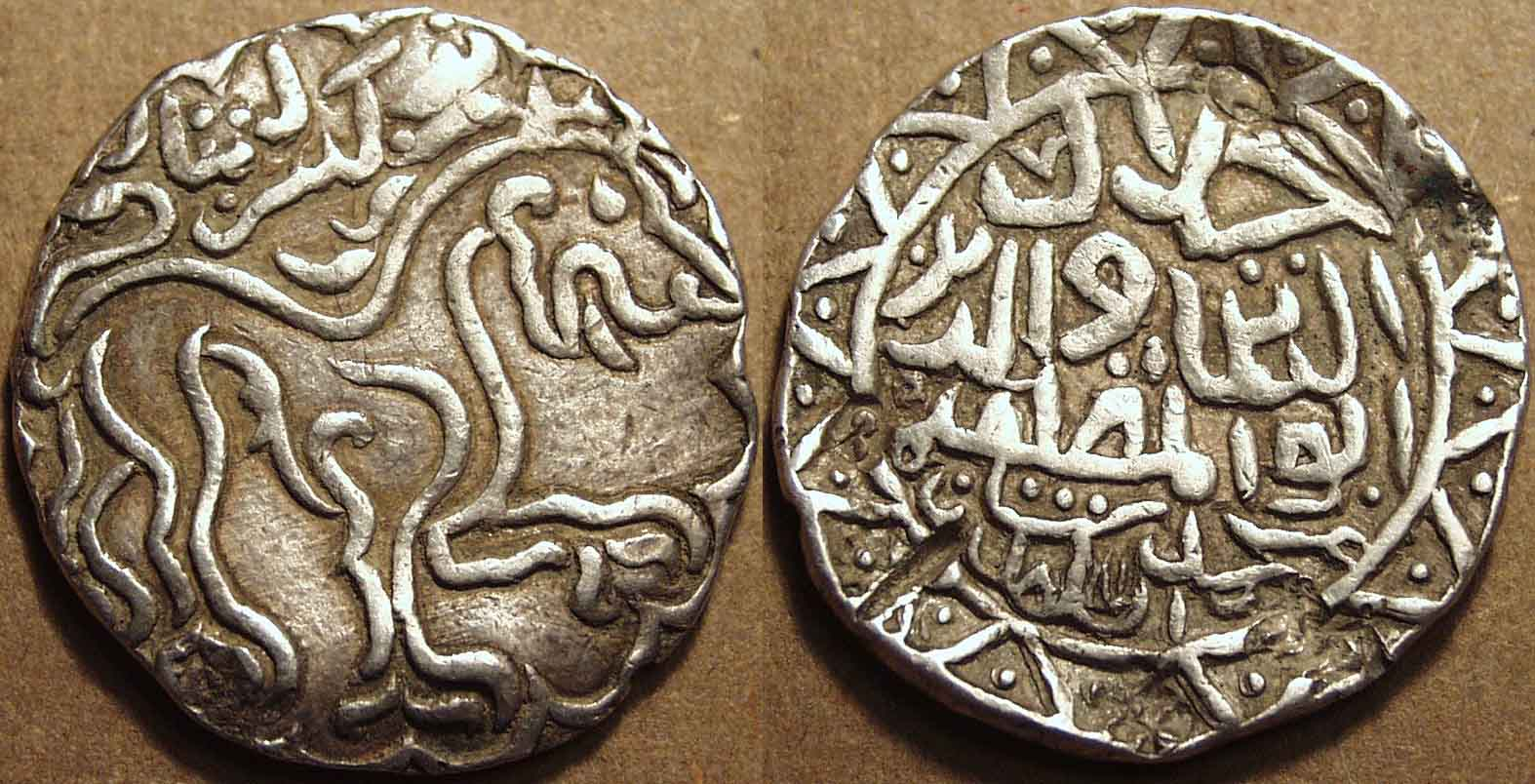
Арабская серебряная монета с надписью "Лев", отчеканенная во времена правления Джалал-ад-Дина Мухаммад-шаха

Бенгальский султан Джалал-ад-Дин также поддерживал хорошие дипломатические отношения. Он состоял в переписке с тимуридским правителем Шахрухом из Герата, минским императором Юнлэ из Китая и Аль-Ашрафом Барсбоем, мамлюкским правителем Египта. Ибрагим-шах Шарки напал на Бенгальский султанат, но порицание со стороны Юнлэ и Шахруха заставило его отступить. Джалал-ад-Дин помог Менгу Соаму Нармейхле, царю Аракана, отвоевать своё королевство у Бирмы, а взамен он стал сюзереном Аракана. В одно время Джалал-ад-Дину принадлежали части Трипуры и Южного Бихара.
Джалал-ад-Дин пытался узаконить своё правление, публично демонстрируя свои верительные грамоты как набожный и правильный мусульманин. Современные арабские источники утверждают, что после своего обращения в ислам Джалалад-Дин принял ханафитскую правовую традицию. Между 1428 и 1431 годами он также поддерживал строительство религиозного колледжа в Мекке и установил тесные связи с Барсбоем. При обмене подарками Джалал-ад-Дин запросил взамен письмо-признание от египетского султана. Барсбой был самым авторитетным мусульманским правителем в исламском мире и хранителем остатков первой исламской династии, Аббасидских халифов. Мамлюкский султан выполнил эту просьбу, прислав ему почётное одеяние и письмо о признании. В 1427 году Джалал-ад-Дин описал себя в надписи как аль-Султан Аль-Азам Аль-Муаззамин Халифат Аллах Али аль-Макунин Джалал Аль-Дуния в’ал-Дин (самый возвышенный из великих Султанов, халиф Аллаха во Вселенной).

## Монеты
Несколько недатированных выпусков его серебряных монет и огромная памятная серебряная монета, отчеканенная в Пандуе в 1421 году, несут стилизованную фигуру льва. Другая теория говорит, что они были выпущены, чтобы отпраздновать прибытие китайского посла, и ещё одна теория говорит, что они ознаменовали отступление джаунпурской армии из Бенгалии. Помимо него, монеты с изображением льва были также выпущены султанами Насир-ад-Дином Махмуд-шахом и Джалал-ад-Дином Фатех-шахом . Такие монеты также выпускались королевством Трипура в 1464 году, таким образом, исключив возможность того, что Джалал-ад-Дин следовал обычаям султаната. В 1427 году он описывал себя в описании мечети как самого возвышенного из великих султанов, халифа Аллаха во Вселенной. В 1430 году он сделал более смелый шаг, включив «халиф Аллаха» (халифат Аль-Аллах) в качестве одного из своих титулов на своих монетах . В 1431 году он выпустил новую монету с надписью Kalema-tut-shahadat. Таким образом, он вновь ввёл на своих монетах Калиму, которая исчезла из монет Бенгальского султаната в течение нескольких столетий.

## Смерть
Джалал-ад-Дин Мухаммад-шах скончался в 1433 году и, вероятно, был похоронен в Мавзолее Эклахи в Пандуа. Ему наследовал его сын, Шамс-ад-Дин Ахмад-шах (1433—1436), последний представитель династии Ганеши.